# Sidi Abdelkrim
Sidi Abdelkrim (àrab سيدي عبد الكريم) és una comuna rural de la província de Settat de la regió de Casablanca-Settat. Segons el cens de 2014 tenia una població total de 14.037 persones.